# روبرت غرينفيلد
روبرت غرينفيلد (بالإنجليزية: Robert Greenfield)‏ هو صحفي أمريكي، ولد في 1946.